# Compsothespis michaelseni
Compsothespis michaelseni är en bönsyrseart som beskrevs av Werner 1923. Compsothespis michaelseni ingår i släktet Compsothespis och familjen Amorphoscelidae. Inga underarter finns listade i Catalogue of Life.